# Сманов, Нуржан Диникулович
Нуржа́н Динику́лович Сма́нов (род. 17 февраля 1972, Абай) — советский и казахстанский боксёр, представитель полусредних весовых категорий. Выступал за сборные СССР и Казахстана по боксу в конце 1980-х и на всём протяжении 1990-х годов, чемпион Азии, чемпион Азиатских, победитель и призёр многих турниров международного значения, участник летних Олимпийских игр в Атланте. Заслуженный мастер спорта Республики Казахстан (1995).

## Биография
Нуржан Сманов родился 17 февраля 1972 года в селе Абай Южно-Казахстанской области Казахской ССР. Происходит из рода араншы племени шанышкылы.
Дебютировал на международной арене в сезоне 1988 года, одержав победу на юниорском турнире в Братиславе. Год спустя в составе советской национальной сборной выиграл бронзовую медаль на чемпионате мира среди юниоров в Пуэрто-Рико. Ещё через год отметился победой на европейском юниорском первенстве в Чехословакии, стал серебряным призёром юниорского мирового первенстве в Перу, уступив в решающем финальном поединке первой полусредней весовой категории кубинцу Ариэлю Эрнандесу.
В 1991 году поднялся в полусредний вес и завоевал серебряную медаль на Спартакиаде народов СССР в Минске, проиграв в финале Андрею Пестряеву.
После распада Советского Союза Сманов вошёл в состав национальной сборной Казахстана. Так, в 1993 году выступил на чемпионате мира в Тампере, где на стадии четвертьфиналов был остановлен кубинским боксёром Хуаном Эрнандесом Сьеррой.
В 1994 году одержал победу на чемпионате Азии в Тегеране и на Азиатских играх в Хиросиме, выступил на Кубке мира в Бангкоке.
На мировом первенстве 1995 года в Берлине выбыл из борьбы за медали уже в 1/8 финала, проиграв турку Эрджюменту Аслану. При этом на азиатском первенстве в Ташкенте выиграл серебряную медаль — в финале был побеждён узбеком Нариманом Атаевым.
В 1996 году получил бронзу на Кубке химии в Галле и благодаря череде удачных выступлений удостоился права защищать честь страны на летних Олимпийских играх в Атланте — в категории до 67 кг благополучно прошёл первых двоих соперников по турнирной сетке, тогда как в третьем четвертьфинальном бою со счётом 8:16 потерпел поражение от Хуана Эрнандеса Сьерры.
После Олимпиады Сманов остался в составе боксёрской команды Казахстана и продолжил принимать участие в крупнейших международных соревнованиях. Так, в 1997 году он стал серебряным призёром Кубка химии, уступив в финале украинцу Сергею Дзинзируку, боксировал на чемпионате мира в Будапеште, где уже на предварительном этапе встретился с Хуаном Эрнандесом Сьеррой и снова проиграл ему.
В 1998 году завоевал серебряную медаль на Азиатских играх в Бангкоке, проиграв в финале тайцу Паркпуму Чэнгпхонаку, выступил на Играх доброй воли в Нью-Йорке, где на стадии четвертьфиналов был остановлен американцем Джермейном Тейлором.
В 1999 году взял бронзу на международном турнире «Хиральдо Кордова Кардин» в Санта-Кларе, отметился выступлением на мировом первенстве в Хьюстоне — дошёл здесь до четвертьфинала и проиграл итальянцу Леонарду Бунду.
За выдающиеся спортивные достижения удостоен почётного звания «Заслуженный мастер спорта Республики Казахстан» (1995).
Окончил Казахский химико-технологический институт (1994), Международный казахско-турецкий университет имени Х. А. Яссави (1998) и Шымкентский социально-педагогический университет (2008).
По завершении спортивной карьеры в период 2000—2008 годов работал начальником службы инкассации и охраны в Казкоммерцбанке. C 2008 года возглавляет отдел физической культуры и спорта города Шымкент.
Ежегодно в селе Абай проводится традиционный турнир по боксу на призы Нуржана Сманова.